# The Boy Does Nothing
"The Boy Does Nothing" é o terceiro single da carreira solo da cantora pop Alesha Dixon, e o primeiro do álbum "The Alesha Show".

## Faixas
CD Single
1. "The Boy Does Nothing" - 3:27
2. "The Boy Does Nothing" (Fred Falke Remix) - 6:39
3. "The Boy Does Nothing" (Crazy Cousinz Remix) - 4:21
4. "The Boy Does Nothing" (Video)

## Videoclipe
No vídeo, Alesha Dixon, dança numa academia junto dos seus dançarinos e amigos.

## Desempenho nas paradas
| Tabela (2008–2009)               | Melhor posição |
| -------------------------------- | -------------- |
| Belgian Singles Chart            | 43             |
| Finnish Singles Chart            | 4              |
| Greek Singles Chart              | 6              |
| Irish Singles Chart              | 19             |
| Italian Singles Chart            | 10             |
| Norwegian VG-lista Singles Chart | 9              |
| Swedish Singles Chart            | 11             |
| Turkey Top 20 Chart              | 4              |
| UK Singles Chart                 | 5              |
| Spanish iTunes Chart             | 16             |